# Мозилла (талисман)

Нынешний талисман Мозилла для Mozilla Suite и Mozilla Foundation

Мози́лла (или Мо́ззи, или Моз; англ. Mozilla, Mozzie, Moz) был талисманом ныне закрывшейся Netscape Communications Corporation.
Мозилла выглядит как фиолетово-зелёная мультипликационная ящерица. Программист Джейми Завински придумал это имя во время одной встречи, когда работал в компании. Он был создан Дэйвом Титусом в 1994 году.
Имя «Mozilla» уже использовалось в Netscape как кодовое имя для Netscape Navigator 1.0. Оно происходит от комбинации слов «Mosaic killer» (англ. убийца Mosaic; так как Netscape хотела сместить NCSA Mosaic с позиции браузера номер один в мире) и «Godzilla» (англ. Годзилла). Первоначально талисман имел различные формы, включая того же самого астронавта в шлеме, или «космонавта» (англ. spaceman), но возможный выбор годзиллоподобной ящерицы несомненно лучше подходил к годзиллоподобному имени.
Мозилла был заметно представлен на веб-сайте Netscape в ранние годы существования компании. Однако необходимость в создании более «профессионального» образа (особенно в случае корпоративных клиентов) привела к его удалению. Но Мозилла продолжал использоваться внутри Netscape, часто присутствуя на футболках, выдаваемых работникам, или на рисунках, украшающих стены городка Netscape в Маунтин-Вью.

Позже имя «Mozilla» стало более известным, когда оно было использовано для открытого браузера с таким же названием. В то время как талисман Мозилла первоначально использовался на сайте mozilla.org и как логотип в браузере, он был, в конечном счёте, заменён бо́льшим, более свирепым Tyrannosaurus rex (которому так и не дали официального имени, но зато также часто называют Мозиллой).
Когда Netscape в 1998 году приобрела сайт-каталог NewHoo, она переименовала его в Open Directory Project c псевдонимом «dmoz» (Directory of Mozilla; рус. Каталог Мозиллы) из-за его схожести с проектом Mozilla. Изображение Мозиллы было помещено на каждую страницу сайта, что остаётся и по сей день, несмотря на расформирование Netscape после приобретения её AOL.